# Ataque com faca em Villach em 2025
O ataque a faca de Villach em 2025 foi um esfaqueamento em massa que ocorreu em 15 de fevereiro de 2025 em Villach, Áustria, quando um jovem de 23 anos, relatado pelos investigadores como um cidadão sírio com "estatuto de residência legal", realizou uma série de esfaqueamentos aleatórios contra seis pedestres. O ataque resultou na morte de um garoto de 14 anos e ferimentos em outras cinco pessoas.

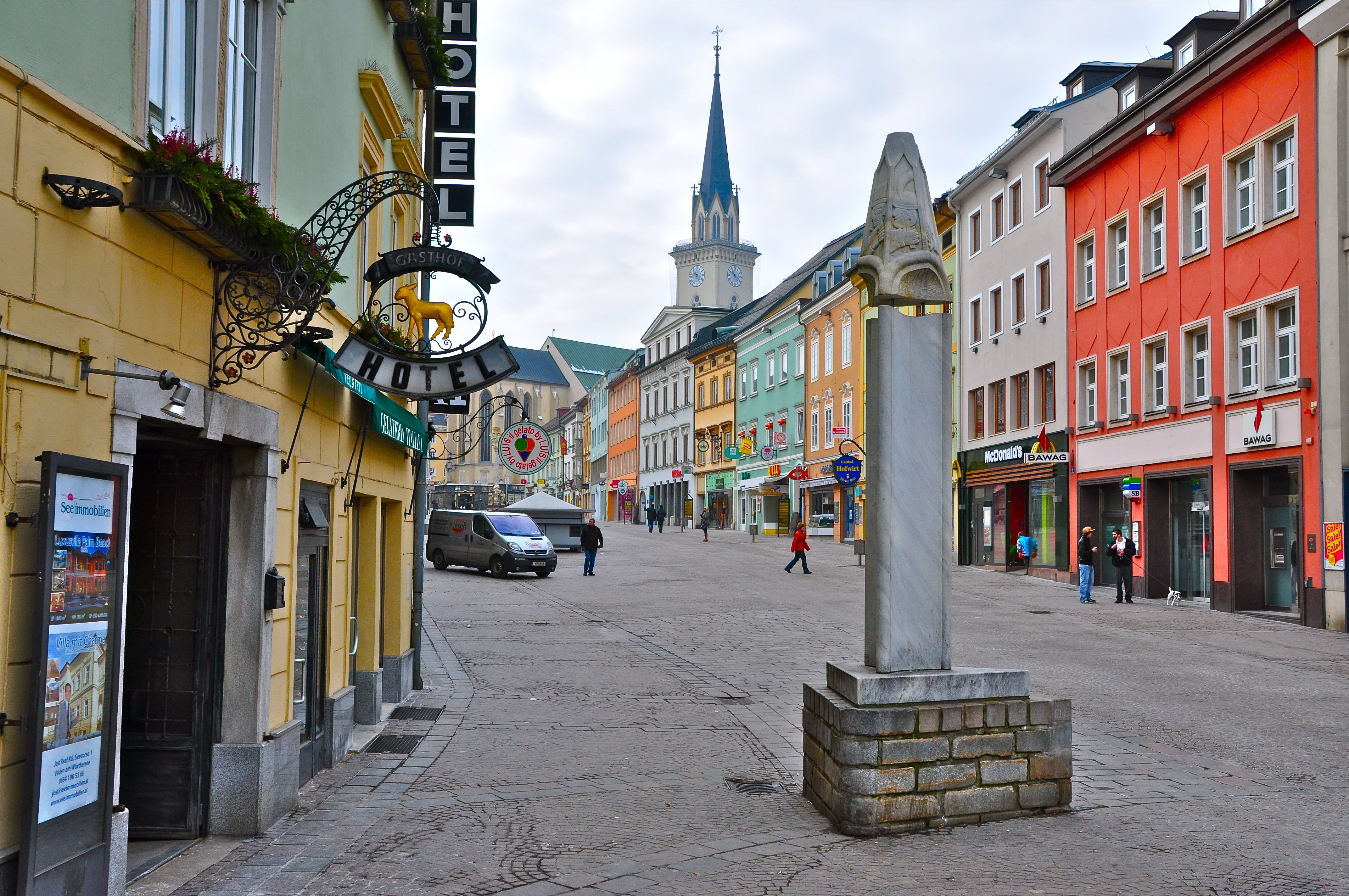
Praça principal onde ocorreu o ataque

O ataque ocorreu por volta das 16:00 hora local em 15 de fevereiro de 2025 perto do centro histórico da cidade de Villach, no sul da Áustria, quando o agressor começou a atacar pedestres aleatoriamente com uma faca.   O ataque foi parcialmente interrompido pela intervenção de um entregador de comida sírio que, ao testemunhar os esfaqueamentos de seu veículo, dirigiu em direção ao suspeito na tentativa de evitar mais violência. Esta intervenção foi mais tarde acreditada pelo porta-voz da polícia Rainer Dionisio como tendo ajudado a limitar o alcance do ataque. 
O ataque resultou em cinco feridos e uma morte; um rapaz de 14 anos. 

## Resposta
Após o ataque, as autoridades austríacas detiveram o suspeito enquanto mantinham uma investigação ativa sobre a possibilidade de outros perpetradores. O porta-voz da polícia, Rainer Dionisio, falando à emissora pública austríaca ORF, indicou que os investigadores ainda não haviam determinado se o motivo do suspeito era o extremismo islâmico ou se o suspeito agiu sozinho, levando a buscas contínuas por potenciais cúmplices. 
O suspeito foi identificado como um requerente de asilo sírio de 23 anos, Ahmad G., que tinha residência legal na Áustria, na altura dos relatórios iniciais.  Segundo a polícia local, o suspeito não tinha antecedentes criminais. O ministro do Interior austríaco, Gerhard Karner, afirmou que o suspeito preso se radicalizou na internet e tinha prestado juramento ao Estado Islâmico (EI) e que a bandeira do EI foi encontrada em seu apartamento.